# Nassreddin El-Agely
Nassreddin El-Agely (en arabe : ناصر الدين العجيلي) est un boxeur libyen né en 1957.

## Carrière
En raison du boycott africain des Jeux olympiques d'été de 1976 à Montréal, Nassreddin El-Agely doit déclarer forfait alors qu'il devait affronter au deuxième tour dans la catégorie des poids légers l'Iranien Parviz Bahmani. 
Il est ensuite médaillé de bronze dans la catégorie des poids légers aux Jeux africains d'Alger en 1978 ainsi qu'aux Championnats d'Afrique de boxe amateur 1979 à Benghazi.